# Castillo Naveira

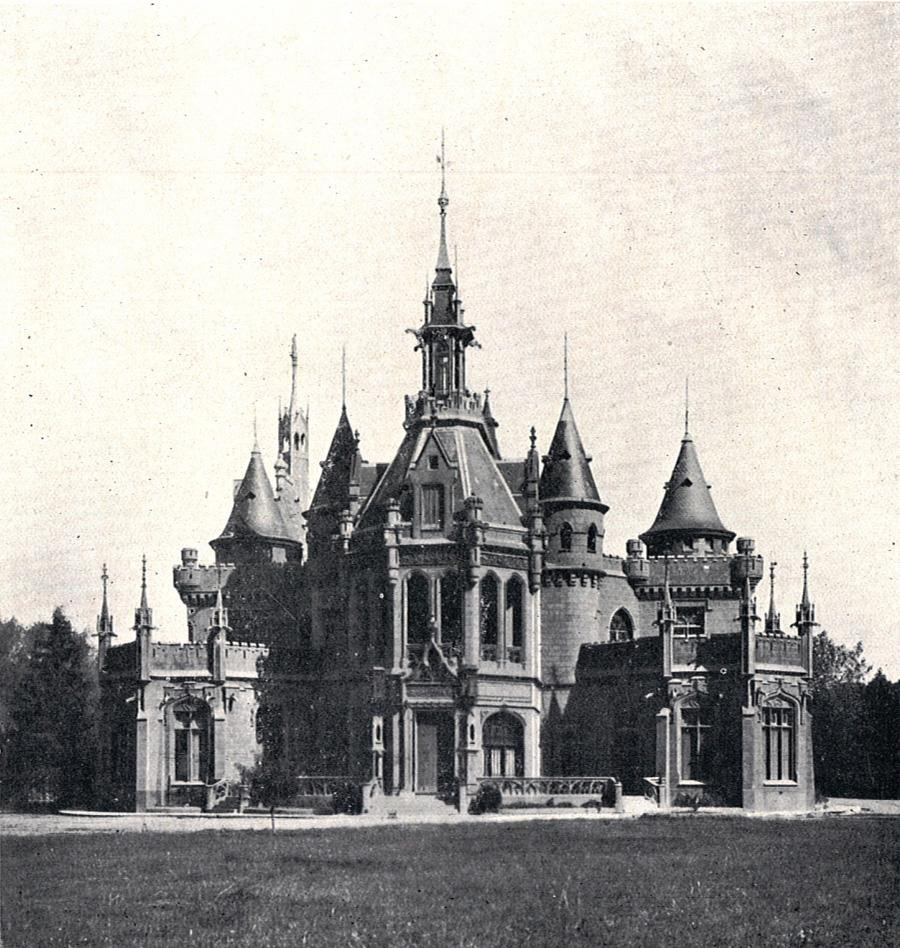
Castillo Naveira (circa año 1900)

El Castillo Naveira se encuentra en la localidad de Luján, en la provincia de Buenos Aires, Argentina. La estructura de este castillo se basa en el arte gótico.

## Historia
Su construcción se remonta a 1841 cuando Enrique Bechstedt compra el terreno y contrata a Ernesto Moreau, quien fue uno de los ocho arquitectos que trabajaron en la Basílica de Luján, el belga para la obra.
Enrique y su única hija, Irene, se instalaron en una pequeña casa de la propiedad. Años después esta se casa con el Dr. Domingo Fernández, dando comienzo a la dinastía Fernández Bechstedt que luego tendrían a Elina Lucía, José Salvador, Alberto Manuel, Adolfo María, Manuel José María Flavio, Enrique, Alfonso Rodrigo, Enriqueta Matilde y María Inés.
En 1913 los Fernández Beschtedt abandonaron la propiedad. La nueva dueña fue Matilde Golpe Brañas, viuda de Manuel Naveira con quien tuvo un solo hijo, José Roque Naveira Golpe. José Naveira, hijo de la pareja, fue quien amplió el castillo aún más al contratar al mismo arquitecto de antes y este era un experto del arte gótico (Naveira fue también el principal benefactor en la construcción del edificio de la Asociación Argentina Amigos de la Astronomía, en Parque Centenario, Buenos Aires).
En 1922, José Naveira se casó con Elina Fernández Beschtedt, en la propiedad. Los hijos de Elina Lucía y José fueron Matilde Naveira Fernández Beschtedt, Elina Lucía Naveira Fernández Beschtedt y Alfonso Rodrigo Naveira Fernández Beschtedt.
En la actualidad, Alfonso Rodrigo Naveira Fernández Beschtedt, dueño del castillo, no permite la entrada al público